# Carn Liath
Carn Liath es un broch de la Edad del Hierro ubicado a 1.5 millas al este del castillo de Dunrobin, en el condado de Sutherland en las Tierras Altas de Escocia.

## Ubicación
El broch está situado cerca de Golspie, en Sutherland. Se encuentra junto a la carretera A9, a unos 4 kilómetros al noreste de Golspie. El lugar está bajo el cuidado de Historic Environment Scotland y cuenta con un aparcamiento y un panel informativo para los visitantes.

## Descripción

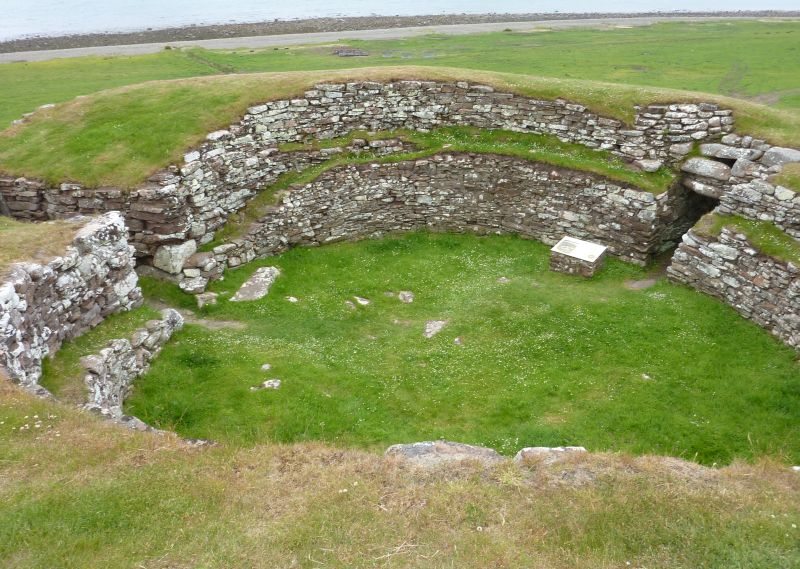
El interior del broch desde el norte, con la entrada a la izquierda y la puerta de la habitación con escaleras a la derecha.

El broch tiene un diámetro exterior de unos 19 metros y un diámetro interior de unos 10. El muro del broch es especialmente grueso. El pasaje de entrada está en el lado este y tiene más de 4 metros de longitud. La entrada tiene controles de puerta elaborados y un agujero de barra para controlar el acceso al interior. En el lado derecho del pasaje de entrada hay una pequeña celda de guardia.
El recinto circundante contiene las ruinas de otros edificios de piedra.

## Excavaciones
El broch fue excavado por primera vez en el siglo XIX por el duque de Sutherland, y en un principio se pensó que se trataba de un cairn funerario. Entre los hallazgos se encontraban cerámicas, lascas de sílex, martillos de piedra, morteros y majaderas, molinos de mano, torteras, anillos de pizarra, peines de hueso de mango largo, una maza de hueso de ballena, una fíbula de plata, copas de esteatita y una hoja de hierro.
En 1909, el pasaje de entrada todavía era visible en el lado este del broch, pero en 1960 ya no se apreciaban rasgos estructurales.
En 1986 se volvieron a realizar excavaciones en el lugar, que demostraron que el sitio estuvo ocupado en la Edad del Bronce, antes de que se construyera el broch. Se descubrió un enterramiento en una cista de la Edad de Bronce con una vasija de comida. En el recinto que rodea el broch se encontraron los cimientos de muchas dependencias, aunque muchas eran claramente de un periodo posterior, algunas pueden haber sido contemporáneas al broch.